# Liste de personnalités liées à Prague
Ceci est une liste de personnalités liées à Prague parce qu'elles y sont nées, y ont séjourné, y sont mortes, ont un autre lien avec la ville.

## Personnalités nées à Prague

### Moyen Âge
- Charles IV du Saint-Empire, empereur du Saint-Empire, bâtisseur du pont qui porte son nom et fondateur de l’université de Prague ;

### XIXesiècle
- František Doucha, écrivain et traducteur ;
- Carolina Crespi cantatrice ;
- Bedřich Havránek, peintre ;
- Ernst Mach, physicien.

### XXesiècle
- Madeleine Albright :  secrétaire d'État des États-Unis sous Bill Clinton ;
- Zdena Frýbová, écrivaine et publiciste ;
- Jaroslav Hašek, écrivain : Le Brave Soldat Chvéïk ;
- Václav Havel, écrivain et président ;
- Jiří Hejna, artiste peintre ;
- Mikolas Josef, chanteur et représentant Tchèque au concours de l'Eurovision 2018 où il finit en sixième position.
- Franz Kafka, écrivain praguois de langue allemande. Il a habité dans de nombreux endroits à Prague, dont la fameuse ruelle d'Or, et le musée Franz Kafka lui est dédié ;
- Marie Kinský de Wchinitz et Tettau, princesse de Liechtenstein, née à Prague ;
- Daniel Micka (1963-), écrivain et traducteur né à Prague ;
- Ivan Mládek, auteur, compositeur et comédien ;
- Martina Navrátilová, joueuse de tennis, est née à Prague en 1956, alors capitale de la Tchécoslovaquie ;
- Leo Perutz, écrivain né à Prague. La Nuit sous le pont de pierre met en scène Prague au début du XVIIe siècle ;
- Edita Randová, chanteuse d'opéra née à Prague;
- Lenka Reinerová, écrivaine praguoise de langue allemande ;
- Rainer Maria Rilke, poète de langue allemande, né à Prague ;
- Jaroslav Seifert, poète, prix Nobel de littérature ;
- Jiří Sobotka, footballeur ;
- Alice Sommer Herz, pianiste juive, survivante de la Shoah ;
- Ludvík Strimpl, artiste et diplomate.

## Personnalités mortes à Prague

### Moyen Âge
- Jean Népomucène (Jan Nepomuk), vicaire général de la cathédrale de Prague, assassiné par le pouvoir royal. La contre réforme catholique en fit un saint au XVIIIe siècle.

### Renaissance
- Tycho Brahe, astronome danois, s'installe à Prague à 53 ans et y meurt deux ans plus tard en 1601 ;
- Rodolphe II, empereur du Saint-Empire romain ;

### XIXesiècle
- Antonín Dvořák, compositeur de musique ;
- Bedřich Smetana, compositeur de musique ;
- Václav Jan Tomášek, compositeur ;
- Josef Matěj Navrátil, peintre-décorateur ;
- Karel Postl, peintre ;

### XXesiècle
- Josef Bartoš, musicographe.
- Reinhard Heydrich, SS-Obergruppenführer und General der Polizei, « vice-gouverneur » de la Bohême Moravie nazie, assassiné par des résistants parachutistes tchèques, dans une boucle de la route qui le mène de son domicile en banlieue à son bureau situé sur la colline du Hradčany, à proximité du Château ;
- Bohumil Hrabal, écrivain ;
- Alfons Mucha (1860-1939), peintre, affichiste emblématique de l’Art nouveau, ses vitraux ornent la cathédrale Saint-Guy. Grand-maître de la grande loge de la Tchécoslovaquie. Mort à Prague à la suite d'un interrogatoire de la Gestapo. Il est enterré au cimetière Vyšehrad ;
- Jan Patočka, philosophe et intellectuel victime du régime communiste en 1977 ;
- Ludvík Singer (1876-1931), avocat et politicien juif, responsable du mouvement sioniste de langue tchèque, y est mort.
- Emil Zátopek dit « la locomotive », marathonien.

## Personnalités ayant un autre lien avec Prague

### Moyen Âge
- Adalbert de Prague, second évêque de Bohême, saint catholique et orthodoxe ;
- Jan Hus, prêcheur, recteur de l’université de Prague et réformateur religieux ;

### Époque moderne
- Ludwig van Beethoven, compositeur allemand qui y séjourna ;
- Wolfgang Amadeus Mozart, compositeur autrichien qui y séjourna ;

### XXesiècle
- Edvard Beneš, homme politique, auteur des décrets Beneš qui ont conduit à l'expulsion de la totalité de la population de langue allemande de Tchécoslovaquie ;
- Milan Kundera, écrivain tchèque vivant aujourd'hui en France ;
- Tomáš Masaryk, premier président de la République tchécoslovaque. Il a donné son nom à une gare de Prague dans un style art industriel « Masarykovo Nadrazi ». Sa statue figure aussi sur la place du château ;
- Gustav Meyrink, romancier fantastique. Il évoque Prague dans ses romans les plus célèbres : Le Golem, Le Visage Vert, L'Ange à la fenêtre d'Occident et ses nouvelles ;